# 恒龄 (舒穆禄氏)

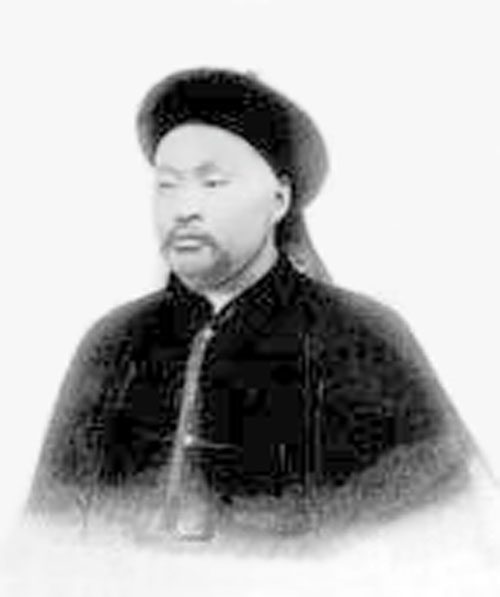
《庚子辛亥忠烈像赞》中的恒龄像

恒龄（？—1911年），字锡九，舒穆禄氏，滿洲正蓝旗人，清朝末年政治人物。

## 生平
宣统元年，热河练军统领。二年，宁夏副都统。三年回万县丁忧，命为荆州左翼副都统。辛亥革命期间，在荆州主张抵抗到底，因旗人伤亡惨重，家属抗议，恒龄自杀，清朝朝廷赐諡号壯節。《清史稿》有傳。

## 延伸阅读
Module:Wikisource_further_reading第46行Lua错误：attempt to concatenate local 'id' (a nil value)